# Vasile Rusu
Vasile Rusu (n. 1952 – d. 2018) a fost un jurist din Republica Moldova, care a deținut funcția de procuror general al Republicii Moldova în 2001-2003.
Vasile Rusu a lucrat în calitate de avocat, apărând inclusiv interesele Partidului Comuniștilor din Republica Moldova (PCRM) și ale lui Vladimir Voronin, liderul partidului. În urma alegerilor din martie 2001, a fost ales ca deputat în Parlamentul Republicii Moldova pe listele PCRM. În perioada 23 aprilie - 29 iunie 2001, a fost membru supleant în delegația Republicii Moldova la Adunarea Parlamentară a Consiliului Europei.
La două luni de la alegerea sa ca deputat, Vasile Rusu a fost ales în funcția de procuror general. Ulterior, în 2002, președintele Republicii Moldova i-a acordat gradul de general-colonel, chiar dacă la acel moment Rusu era locotenent-major. În martie 2002, procurorul general Vasile Rusu a cerut ridicarea imunității parlamentare a liderilor creștin-democrați, pentru „încălcarea gravă a prevederilor Legii privind organizarea și desfășurarea întrunirilor”.
În 2003, deputații comuniști l-au demis pe Rusu din funcția de procuror general, acuzându-l că nu ar fi ordonat intentarea unor acțiuni penale îndreptate împotriva organizatorilor protestelor anti-guvernamentale de la Chișinău. Ulterior, a revenit la profesia de avocat.
Rusu a mai candidat în 2014 pe listele PCRM, dar nu a acces în Parlament.